# Schloßbach (Kocher, Braunsbach)
Der Schloßbach ist ein einen bis anderthalb Kilometer langer, unbeständiger Klingenbach im Gebiet der Gemeinde Braunsbach im Landkreis Schwäbisch Hall im nordöstlichen Baden-Württemberg, der im Dorf Braunsbach oberhalb des Stauwehrs und kurz vor dem viel größeren Orlacher Bach von rechts und Osten in den mittleren Kocher mündet.

## Geographie

### Verlauf
Der erste Laufabschnitt des Schloßbachs beginnt auf der Hochebene östlich von Braunsbach, zwischen dem Dorf Orlach der Gemeinde im Norden und dessen Weiler Elzhausen im Süden, etwas westlich der die beiden Orte verbindenden K 2547 auf etwa 447 m ü. NHN. An einem von der Kreisstraße in der Mitte einer Mulde westwärts zum Kochertalabhang hin führenden und von einer lückenhaften Heckenreihe begleiteten Feldweg zwischen den Ackergewannen Mehläcker rechts und Maichel links beginnt er zeitweilig seinen Weg in einem Weggraben. Dieser erreicht nach etwa 200 Metern einen Waldzipfel, in dem der Bach ab etwa 442 m ü. NHN recht beständig Wasser führt. Darin schlängelt sich der bis zu zwei Meter breite, flachufrige Lauf leicht in seiner Bachmulde, in der Schwarzerlen und Eschen am Ufer stehen. Gleich zu Anfang dieses Abschnitts quert ein von Nord nach Süd ziehender Feldweg Bach und Waldzipfel, nach insgesamt etwa 300 Metern endet er in einer länglichen Doline, in welcher der Bach auf etwa 435 m ü. NHN versickert.
Auf den nächsten etwa 200 Metern im Hangwald Brenntenschnab ist die sich nun mehr und mehr eintiefende Bachmulde ohne offenen Lauf. Mit gewisser Beständigkeit beginnt ein solcher erst wieder auf etwa 426 m ü. NHN. Die Talmulde wird zur teils steil eingeschnittenen und engen, über einen halben Kilometer langen Klinge, auf deren nicht beständig wasserführendem Grund Schotter und abgestürzte Blöcke liegen. Etwas unterhalb von 300 m ü. NHN tritt der Bach aus dem Hangwald und durchfließt ein Geröllrückhaltebecken. Hundert Meter weiter am nun offenen Hang erreicht er den Ostrand des Dorfes Braunsbach und passiert an dessen südlicher Mauer entlang das Schloss Braunsbach und die danach ebenfalls rechts gleich anschließende evangelische Pfarrkirche St. Bonifatius. Dort tritt er kurz vor dem Kriegerdenkmal in eine Verdolung unter der hangabwärts laufenden Schloßstraße ein, die auf dem Kochertalgrund in die Geislinger Straße (L 1045) einmündet. Die Verdolung setzt sich jenseits der Landesstraße zwischen Häusern fort, wenig später fließt der Schloßbach aus ihr auf etwa 242 m ü. NHN im Bereich des Stauwehrs für den dörflichen Mühlkanal von rechts und zuletzt Nordosten in den mittleren Kocher ein, nur einen Steinwurf oberhalb der Bachbrücke über den Kanal des kurz danach in den Fluss mündenden größeren Orlacher Bachs.
Der Schloßbach mündet nach einem 1,6 km langen, abschnittsweise unterirdischen Lauf mit mittlerem Sohlgefälle von etwa 130 ‰ etwa 205 Höhenmeter unterhalb seines Ursprungs im Feldweggraben am Maichel. Er hat keine Zuflüsse.

### Einzugsgebiet
Der Schloßbach hat ein etwa 0,5 km² großes Einzugsgebiet, das naturräumlich gesehen den Kocher-Jagst-Ebenen angehört, und zwar mit seinen Höhenanteilen bis zum Kochertaltrauf dem Unterraum Östliche Kocher-Jagst-Riedel, danach dem Unterraum Mittleres Kocher- und Unteres Bühlertal. Der höchste Punkt am Ostrand in den Schlattäckern auf der Hochebene zwischen Orlach und Elzhausen erreicht etwa 453 m ü. NHN. Diese hat den größeren Anteil am Gebiet und wird von Ackerland eingenommen. Der kleinere westliche Teil von ihm ist am mittleren Kochertalhang bewaldet, während unterhalb der Waldgrenze nach einem nur schmalen Streifen baumbestandener Hangwiesen das Siedlungsgebiet des Mündungsdorfes beginnt.
Reihum grenzen die Einzugsgebiete der folgenden Nachbargewässer an:
- Im Nordwesten fließt der Orlacher Bach wenig abwärts zum Kocher;
- im Norden läuft die Wolfsklinge dem Orlacher Bach westwärts zu;
- im Osten grenzt das Einzugsgebiet des Grimmbachs an;
- im Süden entwässert ein kleineres und unbeständiges Gerinne durch eine kleinere Klinge zwischen Grimmbach und Schloßbach ebenfalls westwärts zum Kocher.

Das gesamte Gebiet gehört zur Gemeinde Braunsbach, der deutlich größere Teil davon auf der Hochebene und bis über die Klingenlaufquelle herab liegt auf deren Orlacher Teilgemarkung. Einzige Ortschaft darin ist das Mündungsdorf Braunsbach.

## Geologie
Die Hochebene im Westen trägt eine Deckschicht aus Lettenkeuper (Erfurt-Formation), in der auch der obere Ursprung am Feldweg liegt. Am oberen Kochertalhang beginnt dann der Obere Muschelkalk mit der „unteren“ Quelle, weiter abwärts schneidet sich der Bach in den Mittleren Muschelkalk, dann kurz vor dem Waldende der Untere Muschelkalk, in dessen Schichthöhe der Bach auch mündet.
Die Versickerungsdoline des Oberlaufes liegt, landschaftstypisch für den in der Region verkarsteten Muschelkalk, etwas über der Ausstrichgrenze des Lettenkeupers zum Oberen Muschelkalk. Nahe bei ihr gibt es in der Hangmulde des Baches rechtsseits im Waldgewann Gemeindewasen eine Reihe kleiner Dolinen im Brenntenschnab, eine davon zeigt auf dem Grund ein gleich wieder versickerndes Gerinne.
Der Mündungsbereich liegt im breiten Schwemmfächer des viel wasserreicheren Orlacher Bachs, auf dem das Dorf Braunsbach einst, sicher vor Überschwemmungen des Flusses Kocher, gegründet wurde. Auf der Hochebene findet sich noch über dem Lettenkeuper um die Wasserscheide am Ostrand des Einzugsgebietes im Bereich der Schlattäcker Lösssediment aus quartärer Ablagerung.

## Natur und Schutzgebiete
Auf der Hochebene liegen heute durchweg Äcker in großen, flurbereinigten Flächen. Die Heckenreihe mit einigen Überhältern entlang des dabei neu angelegten Feldwegs in der Obertalmulde ist heute eines der wenigen die dortige offene Landschaft gliedernden Elemente. Messtischblätter aus der ersten Hälfte des 20. Jahrhunderts weisen diese Talmulde anhand der Bewuchssymbole größtenteils noch als Grünland aus und zeigen auch einen kurzen unbeständigen rechten Quellast aus den Mehläckern.
Der Kochertalhang von der oberen bis zur unteren Waldgrenze hinab mit danach einem kleinen Streifen offener Wiesen bis an den Ortsrand von Braunsbach liegt im Landschaftsschutzgebiet  LSG Kochertal zwischen Schwäbisch Hall und Weilersbach mit Nebentälern.

## Geschichte
Am 29. Mai 2016 traten der Schloßbach und besonders der nur etwa 50 Meter danach von derselben Seite mündende Orlacher Bach über die Ufer und verursachten erhebliche Schäden in Braunsbach. In der Folge wurde am unteren Waldrand über dem Schloss zum Hochwasserschutz auch am Schloßbach ein Geröllrückhaltebecken erbaut.

### LUBW
Amtliche Online-Gewässerkarte mit passendem Ausschnitt und den hier benutzten Layern: Lauf und Einzugsgebiet des Schloßbachs

Allgemeiner Einstieg ohne Voreinstellungen und Layer: Daten- und Kartendienst der Landesanstalt für Umwelt Baden-Württemberg (LUBW) (Hinweise)
1. 1 2 3  Höhe nach dem Höhenlinienbild auf dem Hintergrundlayer Topographische Karte.
2. ↑  Länge nach dem Layer Gewässernetz (AWGN), ergänzt um das auf der Gewässerkarte nicht berücksichtigte Anfangsstück vom Weggraben auf der Hochebene, den Bachabschnitt bis zur Versickerungs-Doline und den geradlinig angenommenen Versickerungs-Verlauf, die alle auf dem Hintergrundlayer Topographische Karte abgemessen wurden.
3. ↑  Länge nach dem Layer Gewässernetz (AWGN).
4. ↑  Einzugsgebiet abgemessen auf dem Hintergrundlayer Topographische Karte.
5. ↑  Dolinen nach dem Layer Biotop.
6. ↑  Schutzgebiete nach den einschlägigen Layern, Natur teilweise nach dem Layer Biotop.

### Andere Belege
1. ↑  Wolf-Dieter Sick: Geographische Landesaufnahme: Die naturräumlichen Einheiten auf Blatt 162 Rothenburg o. d. Tauber. Bundesanstalt für Landeskunde, Bad Godesberg 1962. → Online-Karte (PDF; 4,7 MB)
2. ↑  Geologie nach den Layern zu Geologische Karte 1:50.000 auf: Mapserver des Landesamtes für Geologie, Rohstoffe und Bergbau (LGRB) (Hinweise)
3. ↑  Meßtischblätter
  - 6724 Künzelsau von 1932 und
  - 6824 Hall von 1930

in der Deutschen Fotothek.
4. ↑  Unwetterbericht „Die Flut von Braunsbach“ auf Spiegel Online, 30. Mai 2016.
5. ↑  Bild des Geröllrückhaltebecken auf: www.google.com. Hinter der Kernmauer aus Beton sind der Südostturm der Schlosses und dahinter der Kirchturm von St. Bonifatius zu erkennen.